# Mogiłka (potok)
Mogiłka – potok, lewobrzeżny dopływ Skawinki, o długości 8,6 km. Mogiłkę znacząco zasila jej prawy dopływ Babi Potok którego koryto wyznaczało niegdyś granicę Księstwa oświęcimskiego.
Źródło potoku znajdują się na styku granicy Przytkowic i Leńcz. Potok przepływa przez Polankę Hallera, Jurczyce i Radziszów. Wpada do Skawinki w centrum Radziszowa. Potok 
płynie w swoim korycie którego brzegi są porośnięte zaroślami. Kilka lat temu przywędrowały tam bobry i zaczęły budować żeremie.